# Vanda (stacja antarktyczna)
Stacja Vanda – stacja polarna należąca do Nowej Zelandii, położona na Ziemi Wiktorii, na terenie Dependencji Rossa, a dokładniej nad brzegiem Jeziora Vanda, przy ujściu rzeki Onyx, w Dolinie Wrighta, działająca w latach 1969-1995

## Historia
Cztery oryginalne budynki stacji zostały zbudowane w ciągu dwóch okresów letnich, jednym na przełomie lat 1967/1968 i drugim na przełomie 1968/1969. Pierwsze zimowanie miało miejsce od stycznia 1969 do 19 października 1969, odbył je pięcioosobowy zespół. Kolejne zimowania odbywały się na stacji w latach 1970 i 1974. W sezonach letnich stacja Vanda była w pełni obsadzona do 1991 roku. Programy naukowe obejmowały głównie meteorologię, hydrologię, sejsmologię, prądy ziemskie i magnetykę. Stacja była zarządzana przez Departament Badań Naukowo-Przemysłowych (DSIR) i była wspierana logistycznie przez stałą bazę badawczą Nowej Zelandii Scott Base na Wyspie Rossa.
W 1995 obawy związane z wpływem na środowisko spowodowały zamknięcie bazy. Różne działania związane z zajmowaniem bazy, w tym wykopy, wznoszenie budynków, zakłócenia spowodowane przez ruchy pojazdów, przechowywanie materiałów codziennego użytku, usuwanie odpadów i przypadkowe wycieki, doprowadziły do decyzji o likwidacji stacji. Po usunięciu stacji przeprowadzono wieloletnią analizę wody i glonów w jeziorze, aby upewnić się, że jezioro nie jest skażone przez szarą wodę i inne odpady.
Stacja jest upamiętniona przez ulicę w Queenstown w Nowej Zelandii, nazwaną Vanda Place, kilkaset metrów dalej znajduje się ulica upamiętniająca inną stację polarną, Scott Place.
Dziś w miejscu dawnej stacji Vanda znajduje się automatyczna stacja meteorologiczna i Lake Vanda Hut – schronisko, które jest okresowo (tylko latem) zajmowane przez od 2 do 8 nowozelandzkich badaczy.

## Klimat
Stacja Vanda była uważana za miejsce o najwyższej temperaturze, jakie kiedykolwiek odnotowano na południe od 60°S, miało to miejsce 5 stycznia 1974, temperatura wyniosła 15 °C. 1 marca 2017 Międzynarodowa Unia Meteorologiczna po weryfikacji metod pomiarowych ogłosiła, że najwyższą temperaturę na południe od Koła Antarktycznego zanotowano w stacji Signy Research Station i wyniosła ona 19,8 °C w dniu 30 stycznia 1982.

## Kultura i zwyczaje
Stacja Vanda była znana z Królewskiego Klubu Pływackiego Jeziora Vandy (The Royal Lake Vanda Swim Club). Gdy w lecie krawędź pokrywy lodowej topiła się, odwiedzający stację Vanda mogli się zanurzyć w wodach o wysokim zasoleniu, jako wyraz uznania otrzymali naszywkę na ramię z nazwą Klubu. 1 stycznia 1989 liczba członków klubu wynosiła 57. Aby otrzymać inicjację w klubie, zanurzenie musiało być nagie, całkowite i widziane przez świadka, można też było fotografować zanurzenie.
Wśród badaczy na stacji funkcjonował podział na „Vandals” (meteorologów) i „Asgaard Rangers” (hydrologów i geodetów). Między grupami istniała przyjacielska rywalizacja objawiająca się we wzajemnym dokuczaniu takim jak np.: kradzieże flag, ubrań czy żywności. Nazwa „Asgaard Rangers” wzięła się od znajdującego się nieopodal pasma górskiego Asgard.